# Kille (Kartenspiel)

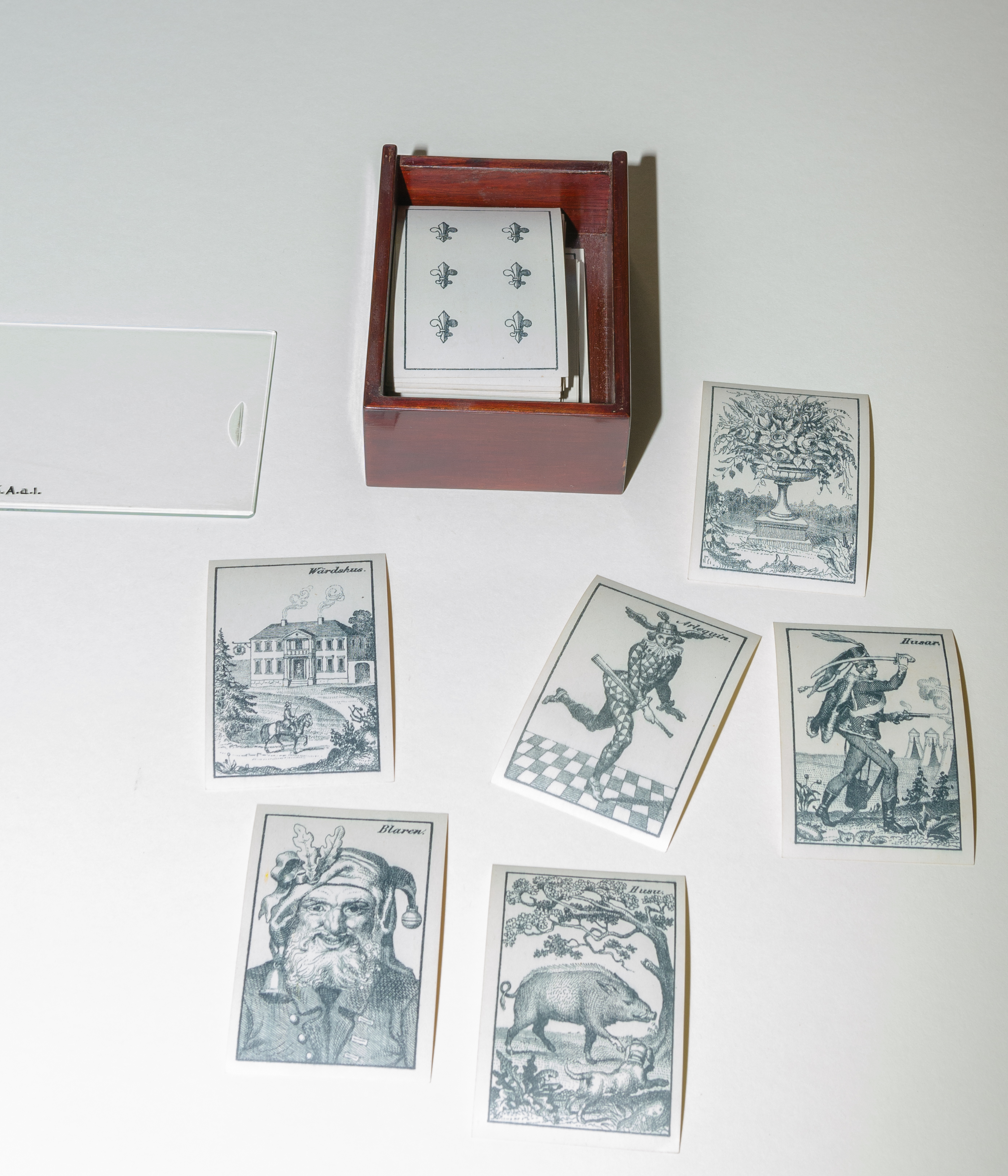
Killekarten von 1897, die in Stockholm von A Boman hergestellt wurden. Aus der Sammlung des Hallwyl Museums

Kille (ausgesprochen /ɕɪlːɛ/ oder /kɪlːɛ/), auch Harlekin, Cambio, Campio, Kambio oder Kamfio genannt, ist ein Spiel, das mit speziellen Spielkarten gespielt wird und auf ein mittelalterliches französisches Glücksspiel zurückgeht. In Schweden erlebte das Spiel seine Blütezeit in den 1750er Jahren, ist aber eines der ältesten noch gespielten Kartenspiele.

## Geschichte
Das französische Glücksspiel Coucou wurde um 1500 in Frankreich erfunden und verbreitete sich in Mitteleuropa. Im späten 17. Jahrhundert produzierte ein italienischer Hersteller ein für das Spiel angepasstes Kartenspiel. Das Spiel wurde nach seiner höchsten Karte Cuccù benannt. Cuccù hatte 38 Karten und zwei Karten von jedem Wert (also 19 verschiedene Werte). Elf der Karten in jeder Reihe waren Zahlenkarten mit den Nummern 0–10. Die anderen Karten waren Bildkarten, von denen zwei – der Eimer und die Maske – einen niedrigeren Wert als die Zahlenkarten hatten. Fünf der Karten hatten einen höheren Wert: Gasthaus, Katze, Pferd, Wächter und Kuckuck (höchste Karte). Die neunzehnte Karte, der Narr, der Vorläufer von Killes Harlekin, stand außerhalb der Rangfolge. Ihr Wert wurde durch das gespielte Spiel bestimmt und konnte innerhalb desselben Spiels variieren.
Cuccù verbreitete sich in ganz Nordeuropa und wurde in Süddeutschland, Österreich und der Schweiz unter den Namen „Hexenspiel“ und „Vogelkarten“ bekannt.
Das Kartenspiel veränderte sich auf seiner Reise durch Europa etwas und wurde 1741 in Schweden erstmals in einem Gerichtsprotokoll als „Campio“ erwähnt. Campio war eine Abwandlung von „cambio“ oder „camfio“, dem Namen, der sich in Schweden durchsetzte. Der Name Kille wurde erstmals 1833 in einer privaten Korrespondenz von 1826 erwähnt und war ab den 1850er Jahren weit verbreitet. Kille ist vermutlich eine Verballhornung von Harlekin, der nun die höchste Karte war, aber in manchen Spielen immer noch eine besondere Stellung einnahm.
Die Zahlen- und Bildkarten des Kartenspiels änderten sich, sodass das Kartenspiel nun aus 42 Karten bestand (wiederum paarweise, sodass es nur noch 21 Werte gab). Die Zahl der Zahlenkarten stieg auf zwölf und war von 1 bis 12 durchnummeriert. Es gab drei Karten mit niedrigeren Werten als die Zahlenkarten: Die Zahlenkarte „Noll“ (Null) wurde zum Kranz, der Eimer zum Blumentopf und die Maske zum Narren, der oft mit einer Maske dargestellt wurde. Die Karten mit höheren Werten als die Ziffern waren (in aufsteigender Reihenfolge): Gasthaus, Kavalier, Schwein, Husar, Kuckuck und Harlekin.

## Kultur
Das Spiel Kille hat die schwedische Sprache geprägt. So stammen beispielsweise die Ausdrücke „Svinhugg går igen“ („Das Schwein beißt zurück“), die sich auf eine Unhöflichkeit beziehen, die auf den Spieler zurückfällt, und „gå värdshus förbi“ („Geh an dem Gasthaus vorbei“), eine verpasste Gelegenheit, beide aus dem Killespiel mit einer Karte.
Kille hat auch Eingang in die schwedische Literatur gefunden. Carl Michael Bellmans Fredmans Testament Nummer 181, Das Spiel von Cambio, handelt von der Verzweiflung eines Spielers während eines Spiels:

## Spielkarten
Das Deck besteht aus eine Farbe mit 42 Karten, die zwei mal 21 verschiedenen Karten hat, und zwar in der Rangfolge (von der höchsten zur niedrigsten):
| Kartennamen und Aktionen in Kille |                                | |
| Kartenname                        | Schwedisch                     | Aktion bei Herausforderung |
| Harlekin                          | Harlekin, Kille                | Aufgedeckt getauscht. Höchste Karte beim Ziehen oder Geben. Niedrigste Karte beim Tauschen.                                                                      |
| Kuckuck                           | Kuku, Kucku, Gök               | Der Karteninhaber sagt: „Kuckuck steht!“, „Niemand tauscht den Kuku!“ oder „Die Taube ist abgeflogen!", worauf die Runde endet, und alle decken ihre Karten auf. |
| Husar                             | Husar, Husse                   | Der Karteninhaber sagt: „Husar schlägt zu!“, der Tauscher ist draußen.                                                                                           |
| Schwein                           | Husu, Gris, Svin               | Der Karteninhaber sagt: „Das Schwein beißt zurück!“, es gibt keinen Tausch und alle vorherigen Tauschvorgänge werden rückgängig gemacht.                         |
| Kavalier                          | Kavall                         | Der Inhaber sagt: „Kavalier vorbei!“, und der Tauscher fordert den nächsten in der Reihe heraus.                                                                 |
| Gasthaus oder Taverne             | Värdshus                       | Der Inhaber sagt: „Gasthaus vorbei!“, und der Tauscher fordert den nächsten in der Reihe heraus.                                                                 |
| 1 – 12                            | 1 – 12                         | Karten getauscht |
| Kranz                             | Kransen                        | Karten getauscht |
| Blumentopf                        | Blompotten, Blomkrukan, Pottan | Karten getauscht |
| Maske                             | Blaren, Blarre                 | Karten getauscht |

## Einkarts-Kille (Tausch-Kille)
Einkarts-Kille (Enkortskille), auch Tausch-Kille (Byteskille), ist das traditionelle Glücksspiel mit Killekarten. Es wird um Geld gespielt und kann von 3 bis 12 Teilnehmern gespielt werden.
Vorm Kartengeben legt jeder Spieler den gleichen Geldbetrag in den Pot. Der Geber gibt jedem eine Karte. Ziel ist es nicht, die niedrigste Karte zu haben, nachdem alle Spieler die Möglichkeit hatten, Karten zu tauschen. Der Spieler mit der niedrigsten Karte scheidet aus, es gibt aber auch andere Möglichkeiten, auszuscheiden, bevor die Karten endgültig aufgedeckt werden.
Das Spiel wird im Uhrzeigersinn gespielt, beginnend mit dem Spieler links vom Geber. Die Spieler können an der Reihe ihre Karte mit dem linkssitzenden Spieler tauschen und in diesem Fall „Tausch!“ (Byte) sagen und die Karte nach vorne schieben. Spieler, die an der Reihe sind und keine Karten tauschen möchten, sagen „Zufrienden“ (nöjd) und klatschen auf den Tisch. Mit wenigen Ausnahmen erfolgt der Kartentausch verdeckt. Der Tausch wird nicht immer durchgeführt. Hat der Linksitzende eine der darunterliegenden Karten, wird diese mit einem Satz aufgedeckt:
- Kuckuck: Hat der Spieler einen Kuckuck, ist das Spiel beendet und alle müssen ihre Karten aufdecken. Der Spieler mit dem Kuckuck sagt: „Niemand tauscht mit dem Kuckuck!“, „Kuckuck steht!“ oder „Die Taube ist weggeflogen!“.
- Husar: Beim Tausch mit einem Husaren antwortet der Karteninhaber: „Der Husar schlägt zu“. Der Spieler, der versucht, Karten zu tauschen, wird ausgeschaltet.
- Schwein: Der Spieler mit einem Schwein sagt: „Das Schwein beißt zurück.“ Der Tauschversuch wird abgebrochen. Darüber hinaus werden alle vorherigen Tauschvorgänge mit der Karte, die Gegenstand des Tauschversuchs ist, rückgängig gemacht, sodass die Karte nun bei dem Spieler landet, der sie vom Geber erhalten hat. Dieser Spieler scheidet dann aus.
- Kavalier und Gasthaus: Der Besitzer eines Kavaliers oder Gasthauses sagt „[Gehe am ]Kavalier vorbei“ oder „[Gehe am] Gasthaus vorbei“, woraufhin der Tauschende mit dem nächsten Spieler zu tauschen versucht.

Weitere Regeln: 

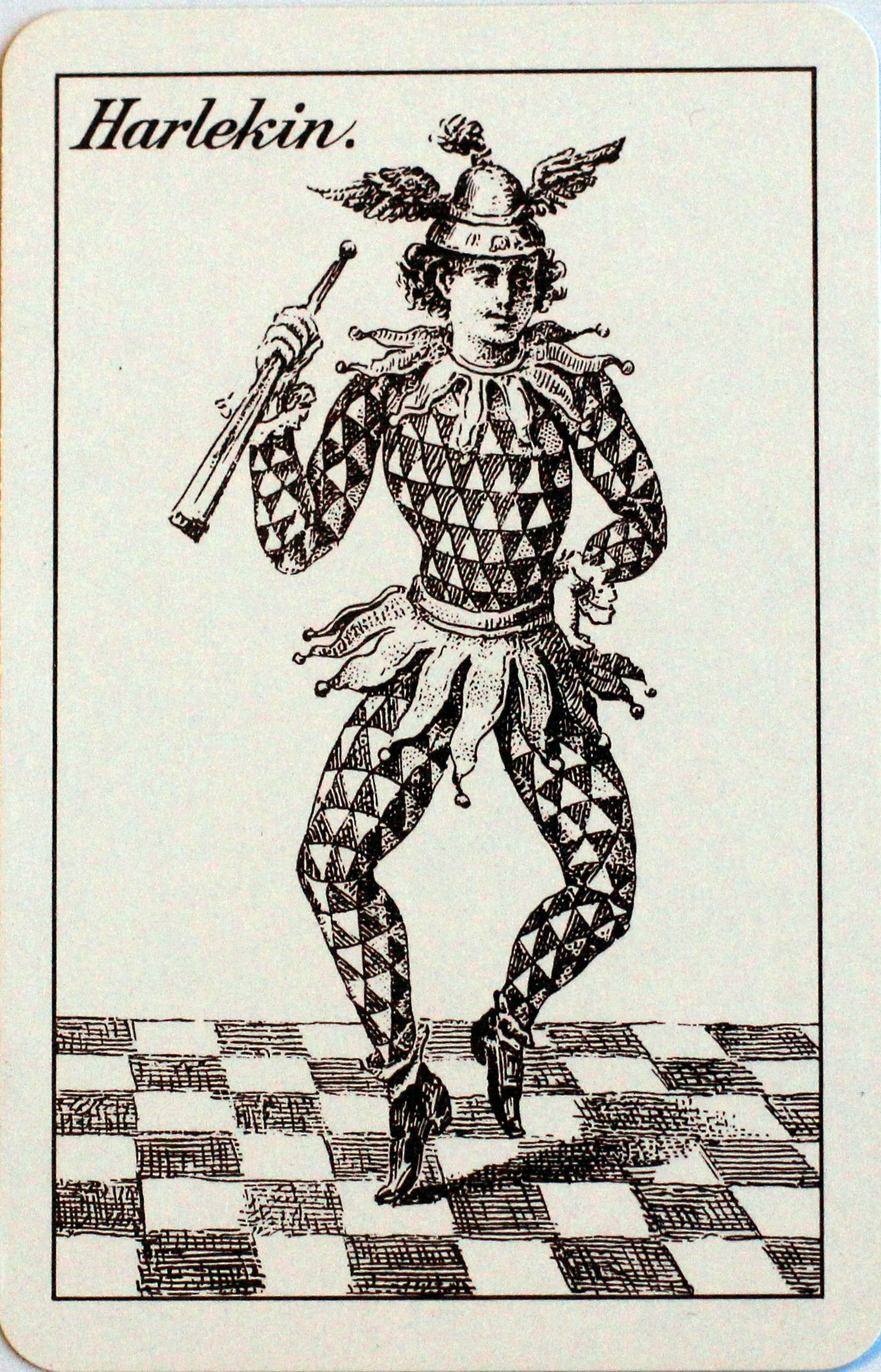
Der Harlekin

- Tauschen mit dem Talon: Der Geber ist zuletzt an der Reihe. Möchte er tauschen, muss dies mit dem Talon geschehen. Ebenso muss ein Spieler, der mit dem Geber tauschen wollte, wenn dieser den Kavalier oder das Gasthaus hat, mit dem Talon tauschen. Wird der Kavalier oder das Gasthaus vom Talon gezogen, wird es nicht getauscht.
- Karten, die während eines Kartentauschs aufgedeckt werden, bleiben für den Rest des Spiels aufgedeckt.
- Harlekine werden offen getauscht. Wird ein Harlekin ausgeteilt oder vom Stapel gezogen, ist er die höchste Karte. Wird er getauscht, wird er die niedrigste Karte.[11] Variante: Wird ein Harlekin vom Stapel gezogen oder ist er einer von zwei Harlekins, die sich bei einem Kartentausch treffen, ist er die höchste Karte. Andernfalls ist es die niedrigste Karte.[12]

Bei einem Showdown, entweder weil alle Spieler die Möglichkeit hatten, Karten auszutauschen oder weil ein Spieler einen Kuckuck gesehen hat, scheidet der Spieler mit der niedrigsten Karte außer den Harlekins aus, ebenso wie Spieler, die von einem Husaren oder einem Schwein ausgeschaltet wurden, und Spieler mit einem niedrigrangigen Harlekin. Es ist möglich, dass mehrere Spieler mindestens eines dieser Kriterien erfüllen.
Variante: Wenn nur noch zwei oder drei Spieler übrig sind, kann der Spieler links vom Geber einen neuen Kartenvorschlag machen. Nimmt der Geber den Vorschlag an, werden die Karten zusammengeworfen, und derselbe Geber gibt erneut. Lehnt der Geber den Vorschlag ab, wird das Spiel fortgesetzt. Gibt es einen dritten Spieler, kann der Geber die Entscheidung an den dritten Spieler weiterleiten, der den Vorschlag annehmen oder ablehnen muss.
Ein Wiedereinstieg mit einem weiteren Einsatz ist möglich, jedoch nur dreimal: das erste Mal mit einem einfachen Einsatz, das zweite Mal mit dem halben Pot und das letzte Mal mit dem vollen Pot. Die Spieler müssen beim nächsten Spiel wieder einsteigen, bei dem sie ausgeschieden sind. Variante: Spieler dürfen nur zweimal wieder einsteigen. Beim ersten Mal mit dem doppelten Einsatz. Sie dürfen nur beim nächsten Spiel wieder einsteigen, bei dem nur noch drei Spieler übrig waren. (Falls es kein solches Spiel gibt, z. B. weil drei Spieler bei einem Spiel mit vier aktiven Spielern ausgeschieden sind, dürfen sie nicht wieder einsteigen.) Beim zweiten Mal dürfen sie beim nächsten Spiel wieder einsteigen, bei dem sie den halben Pot oder den vollen Pot spielen. Sie dürfen erst ein zweites Mal in den Deal einsteigen, nachdem beim ersten nur noch zwei Spieler übrig waren.
Wenn zwei Spieler übrig sind, werden die Karten neu ausgeteilt, wenn einer von ihnen den Harlekin erhalten hat. Wenn einer von ihnen den Kuckuck erhalten hat, kommt es zum Showdown. Ein Spieler, der versucht, mit dem Schwein oder Husaren zu tauschen, hat sofort verloren.

## Andere Spiele mit Kille-Karten
- Femkortskille (Knackkille) mit den Varianten Auktionskille oder Pokerkille.
- Krypkille mit den Varianten Hinterhältige Kille oder Ålandkille.